# Малий жайворонок
Малий жайворонок (Calandrella) — рід горобцеподібних птахів з родини жайворонкових.
Описаний Йоганом Якобом Каупом в 1829 році, рід Calandrella налічує шість відомих існуючих видів, і щонайменше, один вимерлий. Назва роду Calandrella походить від давньогрецької kalandros, жайворонок степовий.

## Сучасні види
Є шість визнаних видів з роду:
- Жайворонок тонкодзьобий, (Calandrella acutirostris)
- Calandrella dukhunensis
- Жайворонок рудоголовий (Calandrella eremica)
- Жайворонок ефіопський (Calandrella blanfordi)
- Calandrella cinerea
- Жайворонок малий (Calandrella brachydactyla)

## Вимерлі види
† Calandrella gali